# Resolució 1234 del Consell de Seguretat de les Nacions Unides
La Resolució 1234 del Consell de Seguretat de les Nacions Unides fou adoptada per unanimitat el 9 d'abril de 1999.
Després d'expressar la seva preocupació per la situació a la República Democràtica del Congo, el Consell va exigir el cessament immediat de les hostilitats a la regió, la retirada de les forces estrangeres i el restabliment de l'autoritat del govern.

## Antecedents
La Segona Guerra del Congo va sorgir després d'una sèrie de conflictes a la regió africana dels Grans Llacs d'Àfrica. Les seqüeles del genocidi ruandès i la Guerra Civil de Burundi van provocar una crisi de refugiats a gran escala. Els grups armats realitzaven incursions a Ruanda des de la República Democràtica del Congo, el que va encendre una sèrie de conflictes ètnics entre altres faccions a l'est del país entre molts grups armats i milícies. La situació política inestable a la República Democràtica del Congo (anteriorment Zaire) va contribuir encara més al conflicte i vuit països africans es van involucrar en el que es coneixia com a "Guerra Mundial d'Àfrica".

## Resolució

### Observacions
Al Consell de Seguretat li preocupaven les mesures adoptades per les forces oposades al govern de la República Democràtica del Congo a l'est del país, incloses les violacions dels drets humans i el dret internacional humanitari, i la incitació a l'odi ètnic i a la violència de totes les parts. També hi va haver fluxos il·lícits d'armes i material a la regió dels Grans Llacs. Va recordar el dret a la legítima defensa de conformitat amb la Carta de les Nacions Unides i va acollir amb beneplàcit el nomenament d'un Enviat Especial a la regió, Moustapha Niasse, pel Secretari General de les Nacions Unides. Finalment, va determinar que la situació a la República Democràtica del Congo era una amenaça per a la pau i l'estabilitat a la regió.

### Dictamen
Tots els països havien d'observar la integritat territorial, la independència i la sobirania de tots els països de la regió. El Consell de Seguretat va deplorar els combats i la presència de tropes estrangeres, exigint el cessament immediat de les hostilitats. Va demanar la signatura d'un acord d'alto el foc que retirés les tropes estrangeres de la República Democràtica del Congo, restablís l'autoritat del govern central i iniciés el procés de pau. Es va recordar a totes les parts les seves obligacions en virtut de les Convencions de Ginebra de 1949 i la Convenció sobre Prevenció i Sanció del Delicte de Genocidi.
El Consell de Seguretat va condemnar les massacres que havien ocorregut i va demanar una investigació internacional sobre aquests incidents, especialment els de Kivu del Sud. També van ser condemnades les activitats de grups armats, com els Interahamwe i Reagrupament Democràtic per Ruanda. Va donar la benvinguda a l'anunci de totes les parts per deixar de lluitar per permetre una campanya d'immunització a gran escala i va demanar a tots que proporcionessin una millor protecció als nens durant el conflicte.
Abordant els esforços de pau, la resolució va donar suport als esforços de mediació de l'Organització d'Unitat Africana (OUA) i Comunitat de Desenvolupament de l'Àfrica Austral. Va reafirmar la importància de celebrar una conferència internacional sobre pau, seguretat i estabilitat a la regió dels Grans Llacs africans sota els auspicis de les Nacions Unides i la OUA. Mentrestant, les Nacions Unides van considerar activament el seu paper a l'hora de facilitar un acord d'alto el foc i iniciar el procés de pau.